# Curtis Arboretum
Das Curtis Arboretum ist ein Arboretum in Cheltenham im Montgomery County, Pennsylvania und als Stätte im National Register of Historic Places eingetragen.
Auf dem Grundstück stand ursprünglich seit dem Jahr 1866 die Residenz des Bankiers Abraham Barker, bis dieser in finanzielle Nöte geriet und 1891 das Anwesen an den Verleger Cyrus H. K. Curtis vermietete. Dessen Verlagshaus, die Curtis Publishing Company, veröffentlichte unter anderem Ladies’ Home Journal und The Saturday Evening Post. Obwohl aufgrund steigender Papierpreise seine Zeitungen finanziell kollabierten, wurde Curtis zu einem der reichsten Amerikaner in der Geschichte. Im Jahr 1895 kaufte Curtis das Grundstück und ließ darauf ein Anwesen im Stile der Neorenaissance errichten, dem er den Namen Lyndon gab. Ausführender Landschaftsarchitekt bei diesem Bauprojekt war der auf diesem Gebiet führende Frederick Law Olmsted. Im Jahr 1924 gründete seine Tochter Mary Louise Curtis Bok, die später mit Efrem Zimbalist verheiratet war, zu Ehren ihres Vaters das Curtis Institute of Music. Curtis war ein passionierter Orgelspieler und hatte auf Lyndon zu diesem Zweck Curtis Hall errichten lassen. Dieses auch als Musikkonservatorium genutzte Gebäude ist das einzige, welches erhalten ist, da nach dem Tode von Curtis im Jahr 1933 die anderen Bauwerke Lyndons abgerissen wurden. Heute stehen im 19 Hektar großen Arboretum unter anderem Ehrenmälern für Kriegsveteranen.
Am 20. März 2002 wurde das Curtis Arboretum als Stätte in das National Register of Historic Places aufgenommen.